# Renato Ugo
Renato Ugo (* 18. Juni 1938 in Palermo; † 20. Oktober 2020 in Mailand) war ein italienischer Chemiker.

## Leben und Werk
Ugo studierte Technische Chemie an der Universität Mailand. Er schloss das Studium 1961 mit Auszeichnung ab. 1973 erhielt er einen Ruf an die Universität Mailand, wo er zunächst Analytische Chemie lehrte, und von 1981 bis 2010 Anorganische Chemie.
Sein wissenschaftlicher Schwerpunkt lag auf dem Gebiet der Metallorganischen Chemie, der homogenen Katalyse und der molekularen Interpretation heterogenkatalytischer Vorgänge.

## Werke
- Renato Ugo: Aspects of Homogeneous Catalysis: A Series of Advances, D. Reidel Publishing Company, Dordrecht, Boston, Lanchester, 1984, ISBN 978-94-009-6365-8.
- Jean-Marie Basset, Rinaldo Psaro, Dominique Roberto, Renato Ugo: Modern Surface Organometallic Chemistry, Wiley-VCH Verlag, Weinheim, 2009, ISBN 978-3-527-31972-5.